# Alampla tetrope
Alampla tetrope is een vlinder uit de familie van de Immidae. De wetenschappelijke naam van de soort is voor het eerst geldig gepubliceerd in 1978 door Alexey Diakonoff.